# 延遲 (排程)
排程理論中，延遲時間（tardiness，或延遲）衡量某工作實際完成時間，與應完成時間（交期）相比，延誤多少。 同理提早時間（earliness，或早交時間）衡量實際執行時間比交期提早多少。各項工作之間可能互相依賴，即某項工作的前提可能是另一工作已完成。工作亦受限於所需設備是否可用。
排程問題的例子包括製造業生產流程，以及資訊傳輸和處理的排程。
就製造業的庫存管理而言，延遲與提早皆不理想。延遲導致工作積壓，並要因誤期違約賠償顧客，損失商譽。相反，提早則會佔用倉庫，提高成本，阻礙資本流動。
數碼訊號處理亦會考慮个别流延迟的時長，即输出信号滞后于输入信号的时间。其平均值稱為平均延遲，是表示开关速度的参数。

## 數學表述
設有多項工作，第{\displaystyle i}項限期為{\displaystyle d_{i}}，而完成時間{\displaystyle C_{i}}，則對該工作而言，
- 差異時間（lateness）定義為{\displaystyle L_{i}=C_{i}-d_{i},}
- 早交時間為{\displaystyle E_{i}=\max(0,d_{i}-C_{i}),}
- 延遲時間為{\displaystyle T_{i}=\max(0,C_{i}-d_{i}).}

排程問題中，常以其最大值{\displaystyle C_{\max },L_{\max },E_{\max },T_{\max }}或總和{\displaystyle \sum C_{i},\sum L_{i},\sum E_{i},\sum T_{i}}作為最小化的目標，又或者採用其加權版本{\displaystyle w_{i}C_{\max },w_{i}L_{\max },w_{i}E_{\max },w_{i}T_{\max },\sum w_{i}C_{i},\sum w_{i}L_{i},\sum w_{i}E_{i},\sum w_{i}T_{i}}，其中{\displaystyle w_{i}}為各項工作的權重，代表工作的開銷、優先程度等。
此類函數的最優化問題常為NP困难。
亦可考慮延遲時間的平均值，稱為平均延遲（mean tardiness），公式為：
{\displaystyle {\overline {T}}={\frac {1}{n}}\sum _{i=1}^{n}T_{i},}
其中{\displaystyle n}為該批工作的數目。